# فهرست فرودگاه‌ها بر پایه کد ایکائو: W
فهرست فرودگاه‌ها بر پایه کد فرودگاهی ایکائو: A - B - C - D - E - F - G - H - I - J - K - L - M - N - O - P - Q - R - S - T - U - V - W - X - Y - Z
ببینید: فهرست فرودگاه‌ها بر پایه کد یاتا
نحوهٔ چینش اطلاعات:
- ایکائو؛ (یاتا)؛ نام فرودگاه؛ مکان فرودگاه

## WA WI WQ WR - اندونزی
همچنین رده و فهرست را ببینید.
Note: ICAO codes for Indonesia start with WA, WI, WQ and WR.

### WA
- WAAA (UPG) فرودگاه بین‌المللی سلطان حسن‌الدین ماکاسار / ماکاسار، سولاوسی جنوبی
- WAAB (BUW) فرودگاه بتوامباری Bau Bau
- WAAJ (MJU) فرودگاه تامپا پادانگ ماموجو، سولاوسی غربی
- WAAM (MXB) فرودگاه اندی جما Masamba
- WAAS (SQR) Soroako Airport Soroako
- WAAU (KDI) فرودگاه هالمستاد کندری، اندونزی، سولاوسی جنوب شرقی
- WABB (BIK) فرودگاه فرانس کایسیه‌پو Biak، پاپوآ
- WABD (ONI) Moanamani Airport Moanamani
- WABF (FOO) Jembruwo Airport Noemfoor
- WABG (WET) Wagethe Airport Wagethe
- WABI (NBX) Nabire Airport Nabire
- WABL (ILA) Ilaga Airport Ilaga (Papua)
- WABP (TIM) فرودگاه تیمیکا Tembagapura
- WABT (EWI) فرودگاه اناروتالی Enarotali
- WADA (AMI) فرودگاه سلپرنگ ماتارام، سوندای غربی
- WADB (BMU) فرودگاه بیما (aka Sultan Muhammad Salahuddin Airport) Bima
- WADD (DPS) فرودگاه بین‌المللی انگوراه رای دنپاسار، بالی
- WADL (LOP) فرودگاه بین‌المللی لومبک Praya, لومبوک
- WAJA (ARJ) فرودگاه آرسو Arso
- WAJB (BUI) فرودگاه بوکوندینی Bokondini
- WAJJ (DJJ) فرودگاه سنتنی جایاپورا، پاپوآ
- WAJL (LHI) Lereh Airport Lereh
- WAJM (LII) Mulia Airport Mulia
- WAJO (OKL) Oksibil Airport Oksibil
- WAJR (WAR) Waris Airport Waris
- WAJS (SEH) Senggeh Airport Senggeh
- WAJW (WMX) فرودگاه وامنا Wamena
- WAKD (MDP) Mindiptana Airport Mindiptana
- WAKE (BXD) فرودگاه بد Bade
- WAKK (MKQ) فرودگاه موپاه Merauke
- WAKO (OKQ) Okaba Airport Okaba
- WAKP (KEI) Kepi Airport Kepi
- WAKT (TMH) Tanah Merah Airport Tanah Merah
- WALF (NNX) فرودگاه نونوکان Nunukan، کالیمانتان شرقی
- WALL (BPN) فرودگاه سلطان آجی محمد سلیمان بالیک‌پاپان، کالیمانتان شرقی
- WALR (TRK) فرودگاه بین‌المللی یوواتا Tarakan، کالیمانتان شرقی
- WALS (SRI) فرودگاه تمیندونگ Bandara، ساماریندا
- WALV (BYQ) فرودگاه بونیو Bunyu، کالیمانتان شرقی
- WAMA (GLX) Gamarmalamo Airport Galela
- WAMH (NAH) فرودگاه ناها، اندونزی Naha
- WAMI (TLI) Lalos Airport Toli Toli
- WAML (PLW) فرودگاه موتیارا پالو، سولاوسی مرکزی
- WAMM (MDC) فرودگاه بین‌المللی سام رتولنگی مانادو، سولاوسی شمالی
- WAMN (MNA) فرودگاه ملونگوان Melangguane
- WAMP (PSJ) فرودگاه کاسیگونکو Poso، سولاوسی مرکزی
- WAMR (OTI) فرودگاه پیتو Morotai، جزایر ملوک
- WAMT (TTE) فرودگاه باب‌الله ترنیت، جزایر ملوک
- WAMW (LUW) Bubung Airport Luwuk، سولاوسی مرکزی
- WAPA (AHI) فرودگاه آماهای Amahai، پاپوآی غربی
- WAPD (DOB) فرودگاه آمینوفیلین آمینوفیلین
- WAPE (MAL) Mangole Airport Mangole Island
- WAPG (NRE) فرودگاه نامروله Buru، جزایر ملوک
- WAPI (SXK) Saumlaki Airport Saumlaki
- WAPL (LUV) فرودگاه دوماتوبین Langgur
- WAPN (SQN) Sanana Airport Sanana
- WAPP (AMQ) فرودگاه پتیمورا آمبون، ملوک
- WAPR (NAM) فرودگاه ناملا Namlea, Buru، جزایر ملوک
- WAPT (TAX) Taliabu Airport Taliabu
- WARI پایگاه نیروی هوایی ایسواهیودی مادیون، اندونزی
- WARJ (JOG) فرودگاه بین‌المللی ادیسوسیپتو یوگیاکارتا، یوگیاکارتا
- WARQ (SOC) فرودگاه بین‌المللی ادیسومارمو (Adi Sumarmo Wiryokusumo) سوراکارتا (Solo), جاوه مرکزی
- WARR (SUB) فرودگاه بین‌المللی یواندا سیدوارجو (near سورابایا)
- WARS (SRG) فرودگاه بین‌المللی اچماد یانی سمارانگ، جاوه مرکزی
- WASC (RSK) Abresso Airport Ransiki
- WASE (KEQ) Kebar Airport Kebar
- WASF (FKQ) Torea Airport Fak Fak
- WASI (INX) Inanwatan Airport Inanwatan
- WASK (KNG) فرودگاه کایمانا Kaimana
- WASM (RDE) Merdei Airport Merdei
- WASO (BXB) فرودگاه بابو Babo
- WASR (MKW) فرودگاه رندانی Manokwari
- WASS (SOQ) فرودگاه سارونگ Sorong
- WAST (TXM) Teminabuan Airport Teminabuan
- WASW (WSR) Wasior Airport Wasior
- WATB (BJW) Bajawa Soa Airport Bajawa
- WATO (LBJ) فرودگاه کومودو Labuan Bajo، سوندای شرقی

### WI
- WIAA (SBG) Maimun Saleh Airport Sabang، آچه
- WIAS (MLG) فرودگاه عبدالرحمان صلاح مالنگ، جاوه شرقی
- WIBB (PKU) فرودگاه بین‌المللی سلطان سیاریف قسیم دوم (Simpang Tiga Airport) پکانبارو، ریائو
- WIBD (DUM) فرودگاه پینانگ کامپای دومای، اندونزی، ریائو
- WIBR (RKI) Rokot Airport Sipura
- WIBT (TJB) Sunjai Bati Airport تانجونگ بالای
- WICB (BTO) Budiarto Airport تانگرانگ، بانتن
- WICC (BDO) فرودگاه بین‌المللی حسین ساسترانگارا باندونگ، جاوه غربی
- WICD (CBN) فرودگاه پنگ‌گونگ Cirebon Regency، جاوه غربی
- WICM (TSY) فرودگاه تاسیکمالایا تاسیک‌مالایا، جاوه غربی
- WIDD (BTH) فرودگاه هنگ نادیم باتم، جزایر ریائو
- WIDN (TNJ) فرودگاه راجا هاجی فی‌سبیل‌الله تانجونگ پینانگ، جزایر ریائو
- WIHH (HLP) فرودگاه بین‌المللی هلفکس استانفیلد جاکارتا
- WIHL (CXP) فرودگاه تونگول وویونگ Cilacap، جاوه مرکزی
- WIII (CGK) فرودگاه بین‌المللی سوئکارنو-هتا Cengkareng، بانتن (near جاکارتا)]
- WIIP (PCB) فرودگاه پوندوک کیب جاکارتا
- WIIT (TKG) فرودگاه رادین اینتن دوم (Branti Airport) بندر لامپونگ، لامپونگ
- WIIX (JKT) Jakarta (City) Airport جاکارتا
- WIKD (TJQ) Bulutumbang Airport Tanjung Pandan
- WIKK (PGK) فرودگاه دپاتی امیر پانگکال پینانگ، جزایر بانگکا-بلیتونگ
- WIKL (LLG) Silampari Airport Lubuk Linggau, Musi Rawas، سوماترای جنوبی
- WIDN (TNJ) فرودگاه راجا هاجی فی‌سبیل‌الله تانجونگ پینانگ، جزایر ریائو
- WIDS (SIQ) Dabo Airport Singkep، ریائو
- WIMB (GNS) فرودگاه بیناکا Gunungsitoli، سوماترای شمالی
- WIME (AEG) فرودگاه اک گودانگ پدانگ سیدمپوان
- WIMG (PDG) Tabing Airport (replaced by Minangkabau International Airport) Padang، سوماترای غربی
- WIMM (MES) فرودگاه بین‌المللی پولونیا مدان، سوماترای شمالی
- WIOG (NPO) فرودگاه نانگا پینوه کالیمانتان
- WIOK (KTG) Rahadi Oesman Airport کتاپنگ
- WIOM (MWK) فرودگاه ماتاک انامباس ایسلند، ریائو
- WION (NTX) فرودگاه رانای Natuna، جزایر ریائو
- WIOO (PNK) فرودگاه سوپادیو Pontianak، کالیمانتان غربی
- WIOP (PSU) فرودگاه پانگسوما Putussibau
- WIOS (SQG) فرودگاه سین‌تنگ Sintang
- WIPA (DJB) فرودگاه سلطان طاها جامبی
- WIPL (BKS) فرودگاه فاتماواتی سوکارنو بنگکولو
- WIPP (PLM) فرودگاه سلطان محمود بدرالدین دوم پالم‌بانگ، سوماترای جنوبی
- WIPQ (PDO) Pendopo Airport Pendopo
- WIPR (RGT) Japura Airport Rengat، ریائو
- WIPT (PDG) فرودگاه بین‌المللی مینانگکابو (replaced Tabing Airport) Ketaping / Padang، سوماترای غربی
- WIPU (MPC) Muko Muko Airport سوماترا
- WIPV (KLQ) Keluang Airport Keluang
- WITA (TPK) Teuku Cut Ali Airport Tapak Tuan
- WITC (MEQ) Cut Nyak Dien Airport Meulaboh، آچه
- WITL (LSX) Lhok Sukon Airport Lhok Sukon (Lhoksukon), آچه
- WITT (BTJ) فرودگاه سلطان اسکندر مودا (Blang Bintang Airport) باندا آسه، آچه

### WQ
- WQKN Primapun Airport Primapun

### WR
- WRBB (BDJ) فرودگاه سیامسودین نور بانجارماسین، کالیمانتان جنوبی
- WRBC (BTW) Batulicin Airport Batulicin، کالیمانتان جنوبی
- WRBI (PKN) فرودگاه ایسکاندار Pangkalan Bun
- WRBK (KBU) فرودگاه گاستی سیامسیر آلام Kotabaru
- WRBN (TJS) Warukin Airport Tanjung، کالیمانتان جنوبی
- WRBP (PKY) فرودگاه تیلیک ریووت (Panarung Airport) پالانگ‌کارایا، کالیمانتان مرکزی
- WRBS (SMQ) فرودگاه سمپیت Sampit
- WRKA (ABU) فرودگاه هالیم پرداناکوسوما Atambua
- WRKB (BJW) فرودگاه باجاوا Bajawa
- WRKC (MOF) فرودگاه وای-اوتی Maumere
- WRKE (ENE) فرودگاه اچ. حسن آروبوعثمان Ende، سوندای شرقی
- WRKG (RTG) Satartacik Airport Ruteng
- WRKK (KOE) فرودگاه ال تاری (Eltari Airport) کوپانگ، سوندای شرقی
- WRKL (LKA) Gewayentana Airport Larantuka
- WRKO (LBJ) فرودگاه کومودو Labuhan Bajo
- WRLB (LBW) فرودگاه جوای سمارینگ Long Bawan
- WRLC (BXT) فرودگاه بونتانگ بونتانگ
- WRLF (NNX) فرودگاه نونوکان Nunukan، کالیمانتان شرقی
- WRLH (TNB) Tanah Grogot Airport Tanah Grogot
- WRLP (LPU) فرودگاه لانگ آمپونگ Long Apung
- WRLT (TSX) Santan Airport Tanjung Santan
- WRRS (SWQ) Sumbawa Besar Airport سامباوا، سوندای غربی
- WRRT (TMC) فرودگاه تامبولاکا Waikabubak، سوندای شرقی
- WRRW (WGP) فرودگاه ما هو Waingapu، سوندای شرقی
- WRSC (CPF) فرودگاه انگلورام Cepu
- WRST (SUP) فرودگاه ترونوجویو Sumenep

## WB - برونئی و مالزی شرقی

### برونئی
همچنین رده و فهرست را ببینید.
- WBAK فرودگاه صحرایی اندوکی برونئی / Seria
- WBSB (BWN) فرودگاه بین‌المللی برونئی بندر سری بگاوان

### مالزی
همچنین رده و فهرست را ببینید.
Airports in مالزی شرقی (بورنئو) have ICAO codes starting with WB.
For airports in مالزی شبه‌جزیره‌ای، see ICAO codes starting with WM.
- WBGA Long Atip Airport Long Atip
- WBGB (BTU) فرودگاه بینتولو بینتولو، ساراواک
- WBGC (BLG) فرودگاه بلاگا Belaga، ساراواک
- WBGD (LSM) فرودگاه لانگ سمادو Long Semado / Lawas، ساراواک
- WBGE Long Geng Airport Long Geng
- WBGF (LGL) فرودگاه لانگ للانگ Long Lellang، ساراواک
- WBGG (KCH) فرودگاه بین‌المللی کوچینگ کوچینگ، ساراواک
- WBGI (ODN) فرودگاه لانگ سریدان Long Seridan، ساراواک
- WBGJ (LMN) فرودگاه لیمبانگ لیمبانگ، ساراواک
- WBGK (MKM) فرودگاه موکا موکاح، ساراواک
- WBGL (LKH) فرودگاه لانگ آکا Long Akah
- WBGM (MUR) فرودگاه مارودی Marudi، ساراواک
- WBGN (BSE) Sematan Airport Sematan
- WBGO Lio Matu Airport Lio Matu
- WBGP (KPI) فرودگاه کاپیت کاپیت، ساراواک
- WBGQ (BKM) فرودگاه باکلالان Ba'kelalan، ساراواک
- WBGR (MYY) فرودگاه میری میری (مالزی)، ساراواک
- WBGS (SBW) فرودگاه سیبو سیبو (مالزی)، ساراواک
- WBGT فرودگاه تانجونگ مانیس Tanjung Manis
- WBGU (LSU) Long Sukang Airport Long Sukang، ساراواک
- WBGW (LWY) فرودگاه لاواس Lawas، ساراواک
- WBGY (SGG) Simanggang Airport Sri Aman، ساراواک
- WBGZ (BBN) فرودگاه باریو Bario، ساراواک
- WBKA (SMM) فرودگاه سمپرنا Semporna، صباح
- WBKB Kota Belud Airport Kota Belud، صباح
- WBKD (LDU) فرودگاه لاهاد داتو Lahad Datu، صباح
- WBKE (TEL) Telupid Airport Telupid
- WBKG (KGU) فرودگاه کنینگو Keningau، صباح
- WBKH (SXS) Sahabat Airport Sahabat، صباح
- WBKK (BKI) فرودگاه بین‌المللی کوتا کینابالو کوتا کینابالو، صباح
- WBKL (LBU) فرودگاه لابوآن لابوآن، صباح
- WBKM (TMG) فرودگاه تومنگانگ Tommanggong
- WBKN (GSA) فرودگاه لانگ پاسیا Long Pasia، صباح
- WBKO (SPE) Sepulot Airport Sepulot
- WBKP (PAY) Pamol Airport استامینوفن
- WBKR (RNU) Ranau Airport Ranau، صباح
- WBKS (SDK) فرودگاه سانداکان سانداکان، صباح
- WBKT (KUD) فرودگاه کودات Kudat، صباح
- WBKU Kuala Penyu Airport Kuala Penyu، صباح
- WBKW (TWU) فرودگاه تاوائو Tawau، صباح
- WBMU (MZV) فرودگاه مولو Mulu, ساراواک

## WM - مالزی شبه‌جزیره‌ای
همچنین رده و فهرست را ببینید.
Airports in مالزی شبه‌جزیره‌ای have ICAO codes starting with WM.
For airports in مالزی شرقی (بورنئو), see ICAO codes starting with WB.
- WMAA Bahau Airport Bahau، نگاری سمبیلان
- WMAB Batu Pahat Airport باتو پاهات، جوهور (ایالت)
- WMAC Benta Airport Benta، پاهانگ
- WMAD Bentong Airport بنتونگ، پاهانگ
- WMAE Bidor Airport Bidor، پراک
- WMAH RMAF Grik Grik
- WMAJ فرودگاه جنداراتا Jendarata
- WMAN Sungai Tiang Airport Sungai Tiang
- WMAO Kong Kong Airport Kong Kong، جوهور
- WMAP فرودگاه کلوانگ کلوانگ، جوهور
- WMAQ Labis Airport Labis، جوهور
- WMAU (MEP) فرودگاه مرسینگ Mersing، جوهور
- WMAV Muar Airport Muar، جوهور
- WMAZ Segamat Airport سگامات، جوهور
- WMBA (SWY) فرودگاه سیتیاوان Sitiawan، پراک
- WMBB Sungei Patani Airport Sungei Patani
- WMBE Temerloh Airport تمرلوح، پاهانگ
- WMBF Ulu Bernam Airport Ulu Bernam
- WMBH RMAF Kroh Kroh
- WMBI (TPG) فرودگاه تایپینگ / فرودگاه تایپینگ Taiping، پراک
- WMBJ Jugra Airport Jugra، سلانگور
- WMBT (TOD) فرودگاه تیومان Tioman Island (Pulau Tioman), پاهانگ
- WMGK فرودگاه آرام‌ای‌اف گونگ کداک Gong Kedak ترنگانو
- WMKA (AOR) فرودگاه سلطان عبدالحلیم الور ستار، کداح
- WMKB (BWH) فرودگاه آرام‌ای‌اف باتروورث Butterworth، پنانگ
- WMKC (KBR) فرودگاه سلطان اسماعیل پترا کوتا بهارو، کلانتان
- WMKD (KUA) فرودگاه سلطان حاجی احمد شاه (formally Padang Geroda Airport) / (RMAF Kuantan) کوانتان، پاهانگ
- WMKE (KTE) فرودگاه کرته Kerteh، ترنگانو
- WMKF فرودگاه سیمپانگ / فرودگاه سیمپانگ Sungai Besi، کوالالامپور
- WMKI (IPH) فرودگاه سلطان ازلان شاه ایپوه، پراک
- WMKJ (JHB) فرودگاه بین‌المللی ثنای (Sultan Ismail Int'l) Senai / جوهور بهرو، جوهور
- WMKK (KUL) فرودگاه بین‌المللی کوالالامپور Sepang، سلانگور
- WMKL (LGK) فرودگاه بین‌المللی لانگکاوی لنکاوی (Pulau Langkawi), کداح
- WMKM (MKZ) فرودگاه بین‌المللی مالاکا (Malacca Airport) ملاکا
- WMKN (TGG) فرودگاه سلطان محمود Kuala Terengganu، ترنگانو
- WMKP (PEN) فرودگاه بین‌المللی پنانگ George Town، پنانگ
- WMKS فرودگاه سیمپانگ کوالالامپور
- WMLH Lumut Airport لوموت، پراک
- WMLU Lutong Airport Lutong
- WMPA فرودگاه پانگکور جزیره پانگکور
- WMPR فرودگاه ردانگ Pulau Redang
- WMSA (SZB) فرودگاه سلطان عبدالعزیز شاه سوبانگ جایا، سلانگور

## WP - تیمور شرقی(Timor-Leste)
همچنین رده و فهرست را ببینید.
- WPAT (AUT) Atauro Airport Atauro
- WPDB (UAI) فرودگاه ترسوای Suai
- WPDL (DIL) فرودگاه بین‌المللی پرزیدانت نیکولو لوباتو (Comoro Int'l) دیلی
- WPEC (BCH) فرودگاه بائوکائو بائوکائو
- WPFL () Fuiloro Airport Fuiloro
- WPMN (MPT) Maliana Airport Maliana
- WPOC (OEC) Oecussi Airport Oecussi
- WPVQ () Viqueque Airport Viqueque

## WS - سنگاپور
همچنین رده و فهرست را ببینید.
- WSAG پایگاه هوایی سمبونگ (RSAF) سنگاپور
- WSAP (QPG) پایگاه هوایی پایا لبار (RSAF) سنگاپور
- WSAT (TGA) پایگاه هوایی تنگاه (RSAF) Tengah
- WSSL (XSP) فرودگاه سلتر Seletar
- WSSS (SIN) فرودگاه چانگی سنگاپور/پایگاه هوایی چانگی (Joint civilian-military usage) Changi